# ويند كوني (فلم)
ويند كوني (بالإنجليزية: Wend Kuuni)، هُو فيلم دراما بوركينابي صدر سنة 1983 وأخرجه غاستون كابوري.

## وصلات خارجية
- ويند كوني على موقع IMDb (الإنجليزية)
- ويند كوني على موقع الموسوعة البريطانية (الإنجليزية)
- ويند كوني على موقع روتن توميتوز (الإنجليزية)
- ويند كوني على موقع ألو سيني (الفرنسية)
- ويند كوني على موقع Turner Classic Movies (الإنجليزية)
- ويند كوني على موقع أول موفي (الإنجليزية)
- ويند كوني على موقع فيلمافينيتي (الإسبانية)
- ويند كوني على موقع قاعدة بيانات الفيلم (الإنجليزية)
- ويند كوني على موقع ليتربوكسد (الإنجليزية)
- ويند كوني على موقع كينوبويسك (الروسية)